# Ferdinand Elbers
Ferdinand Elbers (* 2. März 1804 in Hagen; † 1. Februar 1877 in Harkorten) war Bürgermeister der Stadt Hagen.

## Leben
Ferdinand Elbers wurde 1804 als Kind von Johann Heinrich Elbers (1762–1852) und Friederika Henriette Margaretha Neuhaus (1762–1742) in Hagen geboren. Am 15. Oktober 1844 heiratete er Ida Tegeler (nach anderer Schreibweise Tegler) die Ehe wurde allerdings im Jahr 1864 geschieden. 1877 verstarb er im Alter von 72 Jahren. Elbers war evangelisch.
Er war bis zum 3. Oktober 1837 Oberlandesgerichtsreferendar beim königlichen Oberlandesgericht in Hamm. Von 1837 bis 1849 bekleidete er das Amt des Hagener Bürgermeisters.